# Grumman X-29

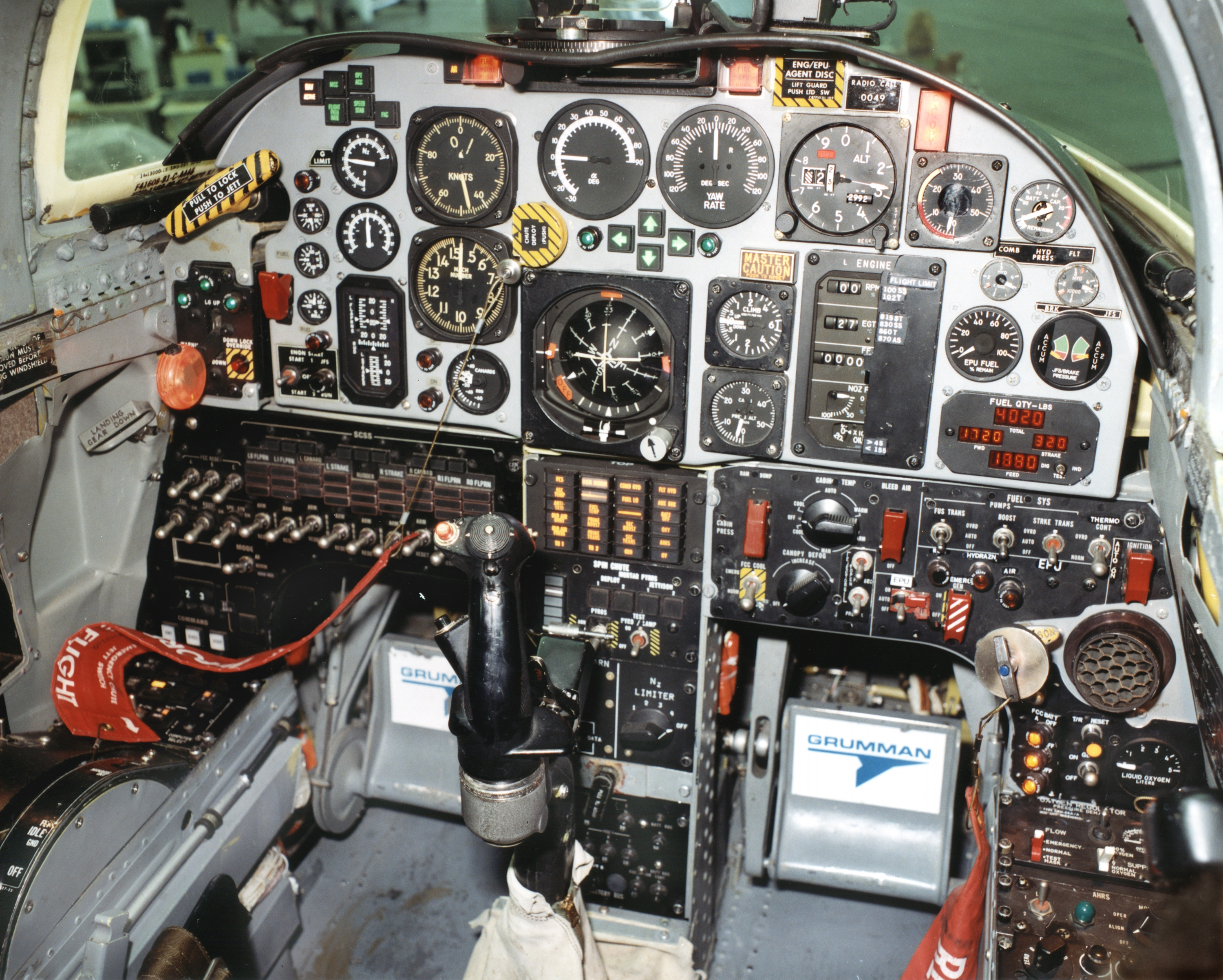
У кабіні X-29

Grumman X-29 — літак-прототип розробки 1984 року корпорації Northrop Grumman зі зворотною стрілоподібністю крила і носовим оперенням, виконаним за схемою «качка». Всього було побудовано два примірники на замовлення Агентства передових оборонних дослідницьких проєктів США.

## Історія створення
Два зразки експериментального літака Х-29А були створені на базі F-5 «Фрідом Файтер», створеного корпорацією Northrop Grumman в кінці 50-х років XX століття. На основі цієї конструкції було також створено навчально-тренувальний літак Т-38 Телон, що використовувався і використовується у ВПС ряду країн NATO, а також Національним управлінням США з аеронавтики і дослідженню космічного простору (NASA).
Метою розробки стало дослідження впливу крила зворотної стрілоподібності на льотні характеристики літальних апаратів.
Вперше роботи по зворотній стрілоподібності крила проводилися в рамках декількох нереалізованих проєктів у міжвоєнній Польщі, пізніше — першим, реалізованим до стадії випробувань прототипу, — став проєкт реактивного бомбардувальника Юнкерс-287, що злетів 8 серпня 1944 і встиг зробити 17 випробувальних польотів до закінчення Другої світової війни. Подальші роботи з цієї конструкції велися в СРСР, в ОКБ-1 під індексом EF-140.
У другій половині 70-х років в авіації відбувся якісний стрибок, пов'язаний зі створенням ефективних систем комп'ютерного управління польотом, застосуванням композитних матеріалів, динамічної аероластіке крил і в інших напрямках.
На замовлення ВВС і НАСА в декількох авіабудівних компаніях США були проведені передпроєктні проробки, які завершилися конкурсним порівнянням пропозицій Northrop Grumman на базі «ветерана» F-5 і General Dynamics Corporation на базі новітнього F-16 Fighting Falcon.
У результаті було прийнято рішення випробувати конструкцію Northrop Grumman із застосуванням деяких конструктивних рішень від F-16.
Крила з кутом 33 градуси зворотної стрілоподібності були частково виготовлені з епоксид-графітного композитного матеріалу.
Система комп'ютерного контролю польотом включала 3 аналогових комп'ютера, кожен з яких міг самостійно «пілотувати» літак, а управлінські рішення приймалися методом «голосування» цих комп'ютерів, що дозволило виявляти як помилки самих програм, так і проблеми в конструкції.

## Історія польотів
До грудня 1984 року два примірники X-29A прибули на авіабазу ВПС США Едвардс, в Каліфорнії.
На модернізованих літаків F-5 змінили серійні номери: 82-0003 замість 63-8372 і 82-0049 замість 65-10573. 14 грудня 1984 шеф-пілот фірми Northrop Чак Сьювелл (Chuck Sewell) у перший раз підняв в повітря Х-29А. Рівно за один день до річниці першого польоту, 13 грудня 1984 року, вперше в історії, на літаку зі зворотною стрілоподібністю крила, в горизонтальному польоті був подоланий звуковий бар'єр. Таким чином, Х-29А офіційно є першим надзвуковим літаком зі зворотною стрілоподібністю крила. Через чотири місяці після першого випробувального польоту почалася програма випробувань під егідою НАСА. Х-29 довів високу надійність, керованість, високі льотні якості і до серпня 1986 року їх залучили до дослідницької програми НАСА ці по польотах польотів тривалістю більше 3 годин. На час припинення польотів першого примірника в 1986 році, він зробив 242 польоти. У подальших польотах брав участь тільки зразок № 2, який дообладнували і використовували для досліджень надманевреності з кутами атаки до 67°.
З 1987 літак Х-29А, серійний номер 82-0003, виставлений в загальнодоступній експозиції Національного музею ВПС США на аваіабазі Райт Паттерсон, біля міста Дейтон, в штаті Огайо.

## Технічні характеристики
За даними: NASA і центру аерокосмічних досліджень ім. Драйдена:
• Екіпаж: один пілот 

• Корисне навантаження: 1 810 кг. 

• Довжина: 14,7 м. 

• Розмах крил: 8,29 м 

• Висота: 4,26 м. 

• Площа крил: 17,54 м ² 

• Вага порожнього: 6 260 кг. 

• Максимальна злітна вага: 8 070 кг 

• Двигуни: 1 турбовентіляторних Дженерал Електрик F404, тяга 7250 кг с. 

• Максимальна досягнута швидкість: Max 1,8 (1 770 км/год) 

• Дальність: 560 км 

• Service ceiling: 16 800 м.